# Anna von Nassau-Dillenburg

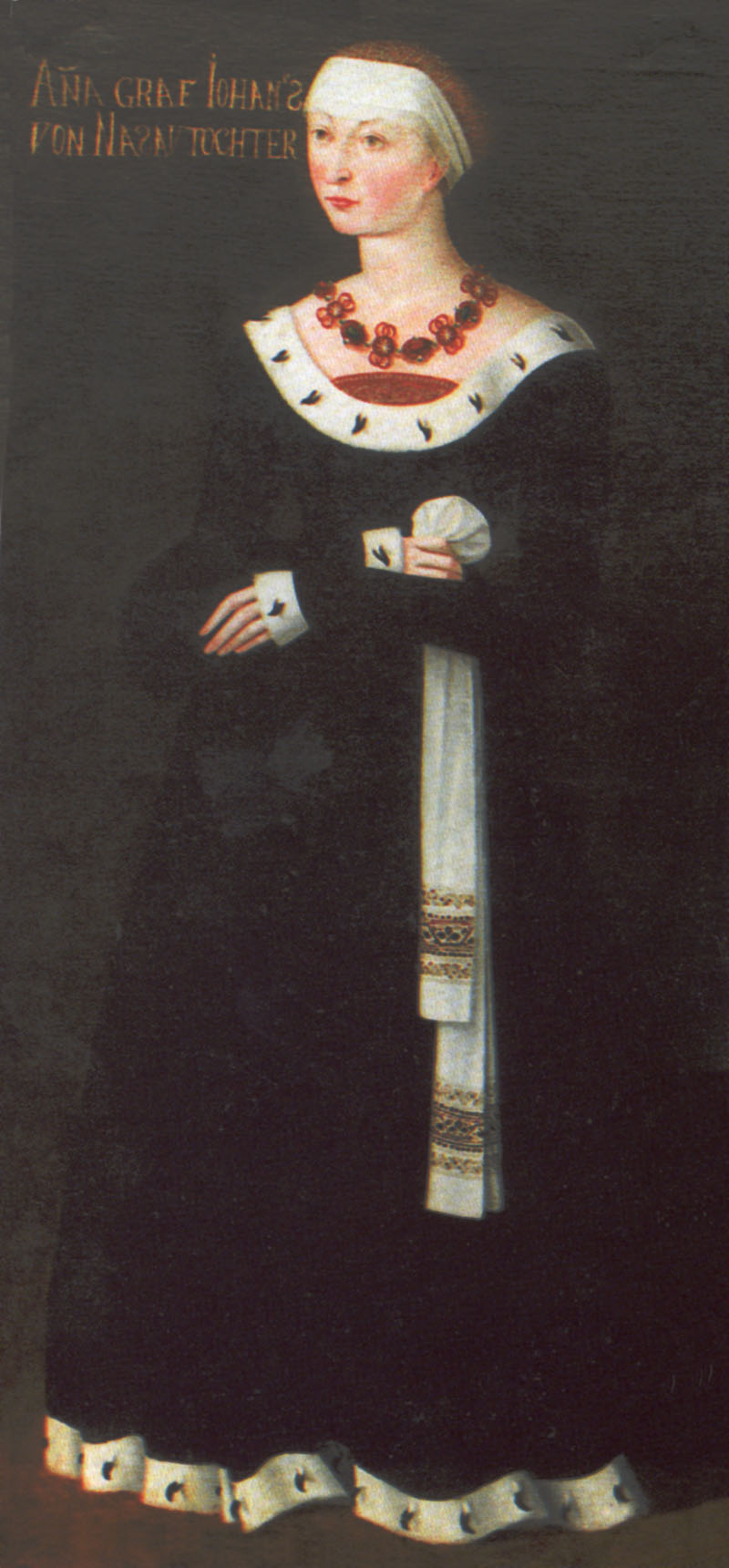
Anna von Nassau-Dillenburg

Anna von Nassau-Dillenburg (* um 1441; † 8. April 1513 in Celle) war durch Heirat Herzogin von Braunschweig-Lüneburg und Regentin des Fürstentums Lüneburg sowie letzte Gräfin von Katzenelnbogen.

## Leben
Anna war die älteste Tochter des Grafen Johann IV. von Nassau-Dillenburg und dessen Gemahlin Maria (1424–1502), Tochter von Johann II. von Loon, Herr von Heinsberg, Jülich und Löwenberg.
In erster Ehe heiratete Anna am 25. September 1467 in Celle Herzog Otto V. von Braunschweig-Lüneburg, mit dem sie zwei Söhne hatte:
- Wilhelm († 1470)
- Heinrich I. (1468–1532), Herzog von Braunschweig-Lüneburg

Ihr Mann starb bereits 1471. Wenige Jahre später arrangierten Annas Eltern gemeinsam mit den Landständen der Grafschaft Katzenelnbogen die Ehe mit dem bereits hochbetagten Graf Philipp I. von Katzenelnbogen, den Anna am 24. Januar 1474 heiratete. Die Landstände handelten dabei aus politischen Interesse: Wäre aus der Ehe ein Erbe hervorgegangen, hätte der Anfall der Grafschaft Katzenelnbogen an das Haus Hessen vermieden werden können. Anfang 1474 wurde der Priester Johann von Bornich beschuldigt, Gräfin Anna im Auftrag des hessischen Hauses einen Kelch mit vergifteten Wein gereicht zu haben. Anna war kurz an einem Fieber erkrankt und schnell wieder genesen. Johann wurde in einem Schauprozess nach durch Folter erpresstem Geständnis für schuldig befunden und auf dem Scheiterhaufen hingerichtet. 1479 fiel Katzenelnbogen nach dem Tod des Grafen Philipp an den oberhessischen Landgrafen Heinrich III. von Hessen, der mit der Erbtochter Anna aus Philipps erster Ehe verheiratet war.
Philipp hatte seiner zweiten Frau als Witwensitz die Herrschaft Burgschwalbach mit allen Einkünften verschrieben. Ihre Mitgift bestritt sie aus ihren Wittumseinkünften als Herzogin von Braunschweig, dem Amt Lüchow, das sie verpachtete und sich dabei gegen ihren ehemaligen Schwiegervater Friedrich II. durchzusetzen wusste. Später ging sie nach Celle zurück und kümmerte sich um ihren Sohn, den sie nach ihrer zweiten Heirat in der Obhut des Schwiegervaters zurücklassen musste, und ihre Enkelkinder. Nach dem Tod Herzog Friedrichs von Braunschweig 1478 wurde sie bis 1486 Regentin für ihren Sohn Heinrich. Zwischen 1471 und 1473 ließ Gräfin Anna die Burg der Grafen von Lüchow zum Schloss Lüchow ausbauen, das ihr von 1496 bis 1504 als Witwensitz diente. Ihr katzenelnbogener Wittum Burgschwalbach löste der oberhessische Landgraf Wilhelm III. im Juli 1492 für eine jährliche Rentenzahlung von 700 fl. aus der Kellerei Darmstadt ein. Sie ist Gründerin des Hospitals St. Annen in Celle.